# Gretchen Carlson
Gretchen Elizabeth Carlson (Anoka, Minnesota; 21 de junio de 1966) es una periodista, escritora, personalidad de televisión y defensora del empoderamiento femenino estadounidense. Durante su trayectoria profesional llegó a presentar numerosos programas de televisión, para CBS News en la edición de fin de semana de The Early Show  (2002-2005), y para Fox News, en los programas Fox & Friends (2005-2013) y en su propio magacín, The Real Story with Gretchen Carlson (2013-2016).
En julio de 2016, Carlson presentó una demanda contra el entonces presidente y director ejecutivo de Fox News, Roger Ailes, alegando acoso sexual. Posteriormente, decenas de otras mujeres también dieron un paso al frente para acusar a Ailes de acoso, quien acabó renunciando a su puesto bajo una cascada de presiones mediáticas. En septiembre del mismo año, Carlson y 21st Century Fox resolvieron la demanda por 20 millones de dólares y Carlson recibió una disculpa pública. A Carlson se le atribuye el inicio de la revolución del movimiento #MeToo en 2016 con su innovador caso.
Carlson fue nombrada una de las 100 personas más influyentes del mundo por la revista Time en 2017. Ha escrito dos libros —sus memorias, Getting Real, y el bestseller del New York Times Be Fierce: Stop Harassment and Take Your Power Back—, y ha entrevistado a todos los candidatos presidenciales y presidentes durante las últimas dos décadas.
En octubre de 2020 se unió a PeopleTV como colaboradora especial. También ha presentado un podcast de noticias diario de Quake Media, llamado Get the News with Gretchen Carlson. El programa, de temática política, analiza titulares de noticias tanto liberales como conservadores, así como eventos mundiales actuales.

## Primeros años y educación
Nació en Anoka, capital del condado homónimo de Minessota, hija de Karen (de soltera Hyllengren) y Lee Carlson. Su padre estudió Negocios en el Gustavus Adolphus College y luego se convirtió en el presidente de Main Motor Sales Co., un concesionario de automóviles de propiedad familiar que perteneció a la familia Carlson durante 100 años desde 1919 hasta 2019. El primer trabajo de Gretchen cuando era adolescente estaba en el concesionario de automóviles de recepcionista atendiendo llamadas telefónicas. El negocio se vendió en febrero de 2020. La madre de Gretchen era maestra de escuela y ama de casa, y luego se desempeñó como directora ejecutiva del concesionario de automóviles de la familia Carlson de 2004 a 2019. Su madre estudió para ser maestra en el centro Gustavus Adolphus College y en la Universidad de Minnesota. Gretchen es la segunda hija de cuatro hijos. Carlson es de ascendencia sueca y se crio en un hogar luterano. Su abuelo era pastor de la entonces segunda iglesia luterana más grande de los Estados Unidos. Al crecer, Carlson viajaba con su abuelo en viajes misioneros internacionales a Israel, Egipto, Jordania y Líbano, ayudando a dar forma a su perspectiva sobre la filantropía. Una de las niñeras de su infancia fue Michele Bachmann, la futura congresista republicana que también se postuló para la presidencia.
En su juventud, Carlson fue una violinista prodigio que actuó en programas de radio y televisión. Estudió con la profesora de violín más destacada del mundo, Dorothy DeLay, en la Escuela Juilliard de la ciudad de Nueva York. Carlson compitió en varios concursos, como el Stulberg International String Competition, donde fue finalista en 1982, la American String Teachers Association, donde quedó en segundo lugar en 1981 por detrás de Joshua Bell, y la Orquesta de Friends of Minnesota, que ganó en 1979, actuando como solista con la Orquesta de Minnesota con tan solo 13 años.
En 1988 ganó el título de Miss Minnesota, convirtiéndose en Miss America 1989 poco después, siendo la primera violinista clásica en ganar dicho título. Tras su victoria, fue invitada a reunirse con el presidente Ronald Reagan en el Despacho Oval. Hizo muchas apariciones en televisión durante su año de servicio, incluida una aparición en Late Night with David Letterman, donde él la invitó en broma a salir en una cita.
Carlson se graduó de la Universidad Stanford en 1990 con honores, donde estudió comportamiento organizacional. Mientras estuvo allí, pasó un período de estudios en el extranjero en la Universidad de Oxford, estudiando las obras de Virginia Woolf. Ella era miembro de la hermandad de mujeres Kappa Kappa Gamma. Carlson planeaba asistir a la facultad de derecho después de Stanford y completó el examen LSAT, pero en cambio se centró en una carrera en periodismo televisivo.

## Carrera profesional

### Comienzos en CBS
Un año después de convertirse en Miss América en 1989, Carlson consiguió trabajo en la WRIC-TV, una estación de televisión afiliada a ABC que emite desde Richmond (Virginia), como copresentadora de la cadena y comentarista política. Style Weekly lo consideró un golpe para WRIC-TV en ese momento. En 1992, se unió a WCPO-TV, sirviendo a Cincinnati (Ohio) como comentarista de medios por un período de dos años. Más tarde trabajó en WOIO / WUAB en Cleveland, donde Carlson y su colega Denise Dufala, se convirtieron en las primeras mujeres en copresentar un noticiero de prime time. Tras esta estancia en el norte, se trasladó hasta Dallas (Texas), donde trabajó como presentadora de fin de semana y reportera para KXAS TV, de 1998 a 2000.
En 2000 dio el salto a la escena nacional como corresponsal de nacional, convirtiéndose en copresentadora del programa The Early Show de CBS News de los fines de semana junto a Russ Mitchell.

### Paso a FOX News
Carlson apareció por primera vez en Fox & Friends como presentadora suplente de fin de semana en 2006. El 25 de septiembre de 2006, después de un cambio de presentadores, Carlson se convirtió en presentadora oficial del programa, siendo coanfitriona junto a Steve Doocy y Brian Kilmeade durante casi 8 años. En 2012, Gretchen abandonó el set del programa cuando sus colegas en el aire hicieron comentarios ofensivos sobre las mujeres en el lugar de trabajo. En 2013, Carlson admitió en el programa de radio de Brian Kilmeade que Fox News a las presentadoras no se les permitía usar pantalones, sino faldas. A pesar de las restricciones del código de vestimenta, Carlson era conocido por hacer flexiones cuando el personal militar era invitado al programa. Carlson regresó a Fox and Friends en 2014 durante un segmento de Cooking With Friends con sus hijos y nuevamente en 2015 para promover sus memorias.
Carlson dejó el programa en septiembre de 2013 para presentar un programa diurno de una hora, The Real Story with Gretchen Carlson, en otoño de 2013, participando en el espacio abierto por el cambio de Megyn Kelly al horario de prime time. Gretchen comenzó a cubrir historias que apoyaban los derechos de las mujeres, incluido un artículo sobre Robin Wright de la serie de Netflix House of Cards exigiendo el mismo salario que Kevin Spacey. En 2013, Gretchen se convirtió en la primera presentadora de noticias de televisión por cable en salir al aire sin maquillaje. Apenas tres semanas antes de que la despidieran, se presentó en apoyo de la prohibición de las armas de asalto.

### Actos posteriores
El 1 de enero de 2018, Carlson fue elegida presidenta de la junta directiva de la Organización Miss América, un puesto voluntario y no remunerado. Poco después de unirse como presidenta, la primera decisión importante de Carlson fue eliminar la competencia de trajes de baño del certamen, luego de un voto unánime de la Junta Directiva. Se informó en CNN que los objetivos de Carlson eran hacer la transición del certamen a "Miss América 2.0", donde las competencias de trajes de baño serían reemplazadas por entrevistas en el escenario. El movimiento tenía como objetivo cambiar el enfoque de las apariencias a los logros, a la luz del movimiento Me Too. La medida dividió la opinión principalmente dentro de la organización.
A principios de 2019, se anunció que la marca Miss America volvería a NBC. El regreso fue visto como un golpe para Miss América bajo el liderazgo de Carlson, ya que recaudaría fondos muy necesarios antes de su centenario. Después de asegurar el acuerdo de la red, Carlson renunció a la presidencia de la Junta en junio de 2019.
En abril de 2018, Carlson llegó a un acuerdo de desarrollo de primera vista con A&E Networks, en virtud del cual presentaría tres especiales documentales en sus canales, como Lifetime. Gretchen Carlson: Breaking the Silence se centraba en la historia de cada mujer sobre el acoso sexual en el lugar de trabajo y se estrenó el 14 de enero de 2019.
En mayo de 2018, Carlson fue corresponsal de un episodio de la serie documental de televisión America Divided, transmitido por Epix. Carlson produjo un episodio junto a Norman Lear titulado "La guerra de Washington contra las mujeres" sobre el acoso sexual en Capitol Hill.
En enero de 2020, Carlson anunció un nuevo acuerdo televisivo con Blumhouse Productions para producir una nueva serie de entrevistas. En octubre del mismo año, Carlson se unió a PeopleTV como colaboradora especial.

## Movimiento Me Too
El 6 de julio de 2016, Carlson presentó una demanda por acoso sexual contra el presidente de Fox News, Roger Ailes, en el Tribunal Superior de Nueva Jersey y confirmó en su cuenta de Twitter que ya no estaba con Fox News. En su denuncia, Carlson alegó que fue despedida de su programa por negarse a los avances sexuales de Ailes. Ailes en ese momento afirmó que las acusaciones eran falsas, mientras que el bufete de abogados que representaba a Carlson afirmó que otras diez mujeres se habían puesto en contacto con ellas para hablar sobre el comportamiento de Ailes en Fox News y durante su carrera televisiva.
Las acusaciones de Carlson recibieron una amplia cobertura mediática. Después de que el caso de Carlson se presentara, seis mujeres más hablaron con Gabriel Sherman de la revista New York, alegando que Ailes las había acosado sexualmente y que Ailes "habló abiertamente de esperar que las mujeres realicen favores sexuales a cambio de oportunidades laborales". Poco después, Carlson se sentó para una entrevista con John Koblin de The New York Times y dijo: "Quería defender a otras mujeres que tal vez se enfrentan a circunstancias similares".
A medida que avanzaba el caso, Carlson se acercó directamente a sus fans, les agradeció en una serie de videos de Twitter y les ofreció su apoyo a otras víctimas de acoso sexual. También criticó el intento de Fox de obligar a que sus reclamaciones se resuelvan mediante un arbitraje obligatorio a puerta cerrada en lugar de en un tribunal. Fox presentó documentos judiciales argumentando que Carlson estaba obligada por su contrato a adjudicar sus reclamos en arbitraje. Carlson dijo: "Obligar a las víctimas de acoso sexual a participar en procedimientos de arbitraje secreto está mal, porque significa que nadie se entera de lo que realmente sucedió".

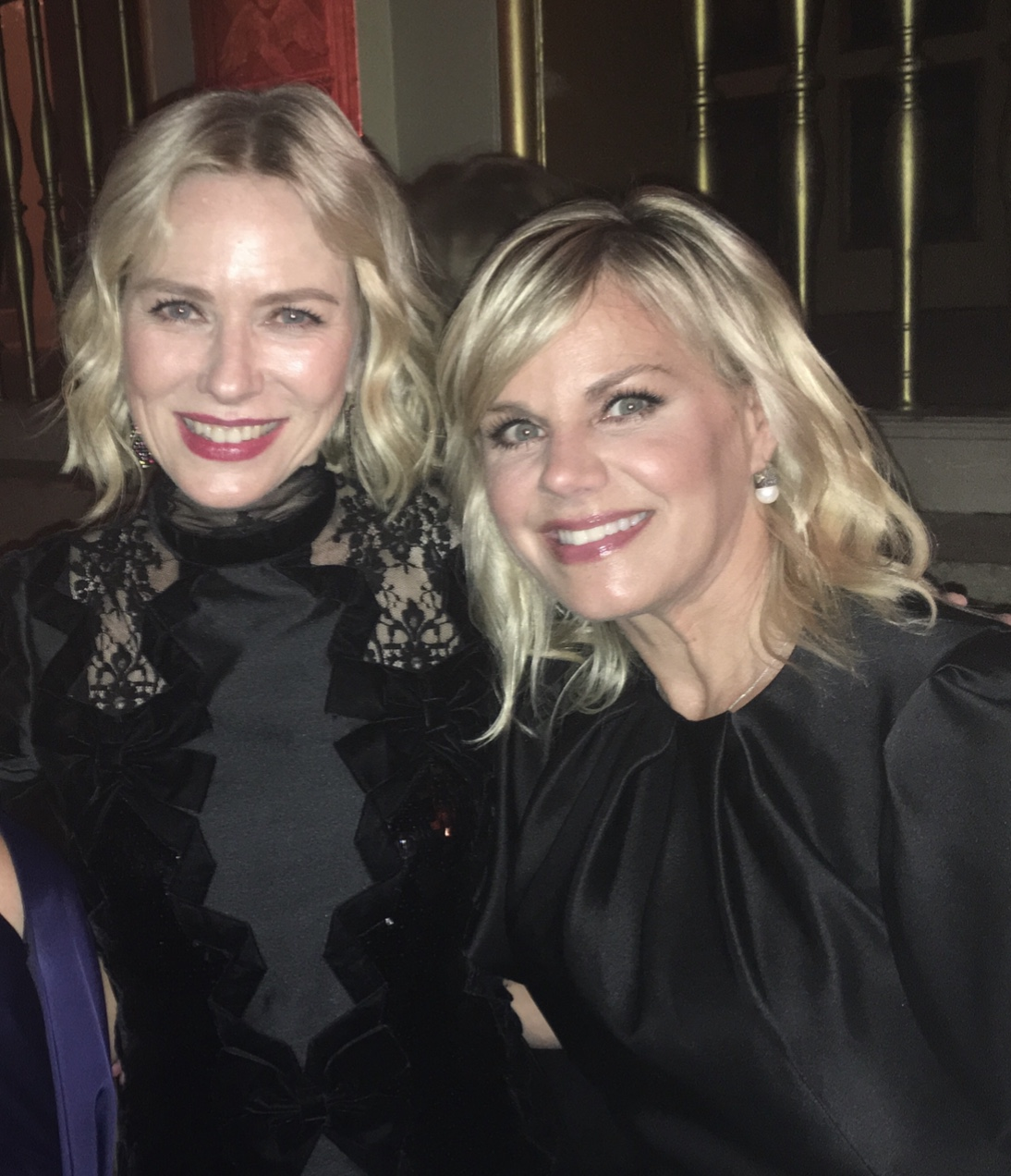
Carlson junto a la actriz Naomi Watts en 2019.

Después de que Ailes renunciara el 21 de julio de 2016, Carlson dijo que sentía "alivio de que ahora me creyeran", aunque también "se sintió enojada porque Ailes tardó tanto" en renunciar.
El 6 de septiembre de 2016, 21st Century Fox anunció que había resuelto la demanda con Carlson. Según los informes, el acuerdo fue de 20 millones de dólares. Como parte del acuerdo, la compañía realizó una disculpa pública para Carlson y dijo: "Lamentamos sinceramente y nos disculpamos por el hecho de que Gretchen no haya sido tratada con el respeto y la dignidad que ella y todos nuestros colegas merecen".

## En la cultura popular
Gretchen Carlson ha aparecido en diversas portadas de revistas, desde Good Housekeeping hasta Time. En el programa de la NBC Saturday Night Live era imitada por Vanessa Bayer.
En 2019, la carrera de Carlson en Fox News fue retratada en la miniserie de Showtime, The Loudest Voice, donde su papel como copresentadora de Fox News estaba interpretado por la actriz Naomi Watts, quien llegó a declarar en entrevistas que la historia de Carlson fue "inspiradora" y que se enfrentó a múltiples escenarios con "dignidad y gracia".
Otros miembros del elenco incluyeron a Russell Crowe como Roger Ailes, Seth MacFarlane como Brian Lewis y Sienna Miller como Beth Tilson. El quinto episodio de la serie retrató la relación de trabajo deteriorada entre Carlson y Ailes desde 2012 en adelante. Muchos incidentes fueron presentados al público por primera vez, ya que Carlson no pudo hablar directamente sobre los hechos debido a una cláusula de confidencialidad en el acuerdo entre ella y Fox News.
The Loudest Voice retrató una serie de eventos en Fox News que fueron organizados por ejecutivos para desacreditar a Carlson poco antes de que ella dejara el grupo mediático. Naomi Watts habló de uno de esos eventos en una entrevista, donde un invitado aleatorio fue puesto en su programa poco antes de que se transmitiera en vivo, con el único objetivo de atacar a Carlson en la televisión en vivo.
La serie transmitió las grabaciones de audio tomadas por Carlson durante su tiempo en Fox News por primera vez. Las grabaciones eran de varios incidentes en Fox en los que Carlson era acosada sexualmente por Ailes y otros colegas de Fox News. El programa también siguió los incidentes que llevaron a Carlson a informar sobre el acoso sexual que recibió. Posteriormente se retrató su degradación y los eventos que siguieron a su presentación de la queja interna, muchos de los cuales fueron registrados. Las grabaciones continuaron desempeñando un papel importante en las negociaciones del acuerdo entre Carlson y Fox News.

Posteriormente, sus vivencias en Fox News y la denuncia contra el grupo fue la trama central de la película Bombshell, donde fue interpretada por Nicole Kidman. Cerraban el elenco Margot Robbie como Kayla Pospisil, Charlize Theron como Megyn Kelly y John Lithgow como Roger Ailes. La película seguía los eventos en Fox News en el período previo a la renuncia de Ailes de la organización después de haber sido expuesto por acoso sexual.

## Vida personal
El 4 de octubre de 1997, Carlson se casó con el agente deportivo Casey Close. Ambos residen en Greenwich (Connecticut), con sus dos hijos.
A pesar de que ambos han trabajado para Fox News, no tiene ninguna relación con el comentarista y también presentador de la cadena Tucker Carlson.
Carlson sigue siendo una defensora de las artes desde su experiencia como niña violinista. Sus dos hijos son pianistas. A la edad de 9 años, la hija de Carlson organizó un recital de piano solo en su ciudad natal de Greenwich, para recaudar fondos para obras de caridad. Poco después del tiroteo en la escuela primaria Sandy Hook, el recital de Kaia recaudó 5.000 para un santuario de animales que comenzó en honor a la víctima Catherine Violet Hubbard. Hoy es miembro de la junta asesora de adolescentes.
Como instrumentista de cuerda en su juventud, Carlson admiraba al violonchelista Yo-Yo Ma, pero nunca lo conoció hasta que se convirtió en adulta y ambos hablaron en la Conferencia Dreamforce en San Francisco en 2019.